# غاستون فرانكو
غاستون فرانكو (بالفرنسية: Gaston Franco) هو سياسي فرنسي، ولد في 4 فبراير 1944 في روكيوبيلير في فرنسا. حزبياً، نشط في الاتحاد من أجل حركة شعبية والتجمع من أجل الجمهورية.

## مناصب
- في انتخابات البرلمان الأوروبي 2009، انتخب عضو في البرلمان الأوروبي عن دائرة جنوب شرق فرنسا [الإنجليزية]‏ لترشحه ضمن  قائمة الاتحاد من أجل حركة شعبية، وقد انضم خلال فترته النيابية (14 يوليو 2009 – 30 يونيو 2014)  للكتلة البرلمانية الكتلة البرلمانية لحزب الشعب الأوروبي.
- انتخب عضو المجلس العام  [لغات أخرى]‏.
- انتخب عضو مجلس جهوي.
- انتخب رئيس بلدية [الإنجليزية]‏ سان مارتن فيسوبي (24 مارس 1989 – 5 أبريل 2014).
- انتخب نائب فرنسي.